# Cutie de viteze automată

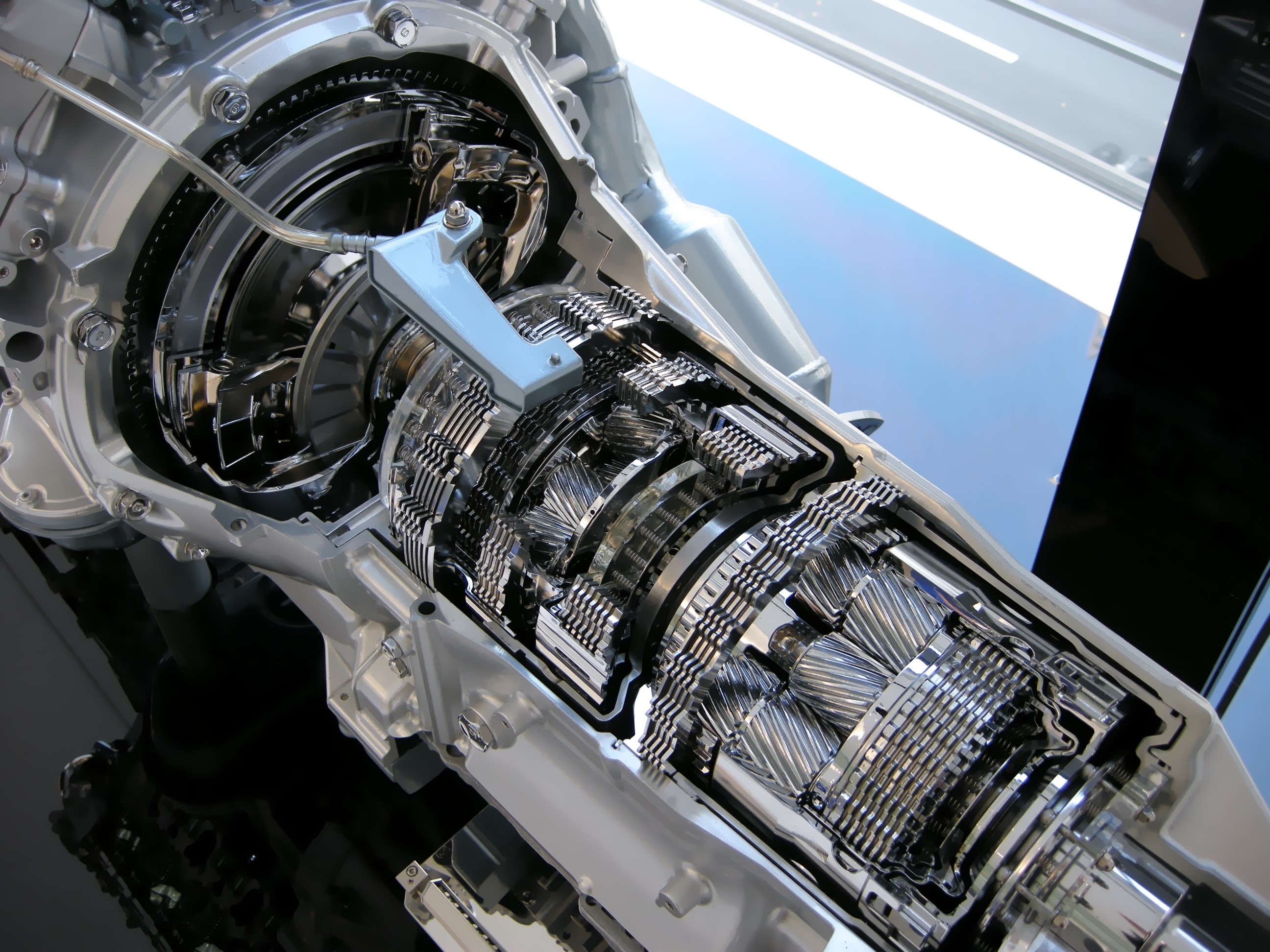
Cutie de viteze automată, 8 trepte, a automobilului Lexus IS F.

O cutie de viteze automată este o cutie de viteze utilizată la autovehiculele acționate de motoare cu ardere internă, la care schimbarea raportului de transmisie nu necesită nicio intervenție a șoferului.
Un autovehicul cu transmisie automată este un autovehicul a cărui transmisie este echipată cu o cutie de viteze automată. Cutia de viteze este o componentă din lanțul cinematic al transmisiei, care permite schimbarea turației, respectiv a momentului de la roțile de tracțiune. Se montează, de obicei, între ambreiaj și transmisia longitudinală (dacă aceasta există). La autovehiculele construite după soluția „totul în față sau „totul în spate” transmisia longitudinală dispare, astfel încât cutia de viteze se dispune între ambreiaj și transmisia centrală.
Cutia de viteze în cadrul sistemului de transmisie al autovehiculelor îndeplinește un rol multiplu: de amplificare a cuplului motor și de lărgire a domeniului turațiilor roților de tracțiune, peste cele asigurate de motor, precum și realizarea posibilității de mers înapoi și de întrerupere a lanțului cinematic al mecanismului de transmisie, pentru staționarea autovehiculului timp mai îndelungat cu motorul în funcțiune.
Cutia de viteze realizează, prin valori diferite ale raporturilor de transmisie numite trepte de viteză, acordarea posibilităților energetice ale motorului la cerințele energetice ale autovehiculului în mișcare cu asigurarea unor performanțe dinamice, de consum de combustibil și de poluare cât mai bune. 

## Cutia de viteze cu variator (CVT)
Variatorul este alcătuit dintr-o roată de transmisie primară sau conducătoare și de una secundară sau condusă, ambele având laturile conice, între roți puterea fiind transmisă printr-o curea de transmisie metalică trapezoidală. Cele două roți de transmisie au deschidere variabilă, fiind compuse dintr-o semiroată (latură) de transmisie fixă și una mobilă.

## Mod de funcționare
Semiroata de transmisie principală mobilă poate fi deplasată axial, deplasarea fiind realizată de uleiul sub presiune controlat de grupul de comandă hidraulic, în timp ce roata de transmisie secundară se deplasează axial în sens opus celei principale (adică atunci când una închide cealaltă deschide) sub acțiunea unui arc intern la închidere și datorită  presiunii de împingere exercitată de cureaua de transmisie pentru a se deschide. În funcție de acțiunea grupului de comandă electrohidraulic, partea mobilă a roții principale de transmisie se va deschide ori se va închide în timp ce partea mobilă a roții secundare de transmisie va face același lucru, dar invers. În consecință, cureaua de transmisie se va poziționa „urcând” pe o roată și „coborând” pe cealaltă pentru a realiza un anumit raport de transmisie, care se modifică în mod continuu de la cel mai mare la cel mai mic prin variația razei de contact a curelei de oțel le cele două roți de transmisie.